# Crkva sv. Nikole na Marjanu
Crkva sv. Nikole na Gori (sv. Mikule, sv. Nikole Putnika, sv. Nikole de Serra, sv. Nikole de Serranda), rimokatolička sakralna građevina u Splitu, smještena na južnim obroncima Marjana, poviše Prve vidilice.

## Opis
Sagrađena je u 13. stoljeću, na jugoistočnom obronku Marjana, oko dvjesta metara iznad Prve vidilice na zaravni odakle se pruža jedinstven pogled na Split. Dali su ju sagraditi Splićanin Rako i supruga mu Elizabeta te su je darovali Bogdanu, opatu samostana sv. Stjepana na Sustipanu. Zabilježeno je da je 13. siječnja 1219. godine kamen temeljac blagoslovio trogirski biskup Treguan. Uz crkvu je u 14. stoljeću bila bratovština, a u 16. stoljeću je bila obitavalište pustinjaka, koji su je preuzeli od benediktinaca. U 17. stoljeću oštetili su je Turci.
Obitavalište pustinjaka uklonjeno je 1922. godine.
U 20. stoljeću skrb nad crkvom sv. Nikole preuzelo je Društvo Marjan, koje ju je obnovilo 1919. godine. Isto društvo ju je restauriralo i 1990. godine.
Crkva sv. Nikole je jednobrodna je kamena građevina romaničkoga sloga. Pravokutne je apside u kojoj se nalazi stara kamena menza. 
Uz apsidu je na južni zid prislonjen romaničko-gotički zvonik na preslicu, a vrh jednostavna pročelja je gotičko-renesansni kip Krista iz 15. stoljeća. 
U crkvi se nalazi slika sv. Nikole, rad splitskog slikara Anđela Uvodića.

## Zaštita
Pod oznakom Z-3426 zavedena je kao nepokretno kulturno dobro - pojedinačno, pravna statusa zaštićena kulturnog dobra, klasificiranog kao sakralna graditeljska baština.

## Vanjske poveznice
|  | Zajednički poslužitelj ima još gradiva o temi Crkva sv. Nikole na Marjanu |

- Marjanske crkvice - visitsplit.com